# European Champions Tournament 1998-1999
Il tredicesimo European Champions Tournament fu giocato dal 4 maggio al 9 maggio 1999 a Mosca, in Russia, vi parteciparono sei formazioni rappresentanti Russia, Repubblica Ceca, Spagna, Italia, Belgio e Croazia.
La manifestazione continentale vide la vittoria dei padroni di casa del ISK Dina Moskva che in finale sconfisse 2-1 gli italiani della Lazio Calcio a 5, si trattò della terza finale consecutiva raggiunta dai moscoviti nonché la terza vinta, che fa della Dina la formazione detentrice del massimo numero di vittorie di questa manifestazione, cessata nel 2001 per far posto alla UEFA Futsal Cup.

## Risultati

### Girone A
| Squadra            | Pti | PG | PV | PN | PP | GF | GS |
| ------------------ | --- | -- | -- | -- | -- | -- | -- |
| 1. ElPozo Murcia   | 6   | 2  | 2  | 0  | 0  | 7  | 2  |
| 2. Mikeska Ostrava | 3   | 2  | 1  | 0  | 1  | 5  | 5  |
| 3. ZVK Ford Genk   | 0   | 2  | 0  | 0  | 2  | 0  | 5  |

| Data     |                 | Gara |                 | Risultato |
| -------- | --------------- | ---- | --------------- | --------- |
| 04.05.99 | ElPozo Murcia   | -    | ZVK Ford Genk   | 2 - 0     |
| 05.05.99 | Mikeska Ostrava | -    | ZVK Ford Genk   | 3 - 0     |
| 06.05.99 | ElPozo Murcia   | -    | Mikeska Ostrava | 5 - 2     |

### Girone B
| Squadra           | Pti | PG | PV | PN | PP | GF | GS |
| ----------------- | --- | -- | -- | -- | -- | -- | -- |
| 1. Dina Mosca     | 6   | 2  | 2  | 0  | 0  | 10 | 2  |
| 2. Lazio          | 3   | 2  | 1  | 0  | 1  | 5  | 6  |
| 3. Prometan Orkan | 0   | 2  | 0  | 0  | 2  | 4  | 11 |

| Data     |            | Gara |                | Risultato |
| -------- | ---------- | ---- | -------------- | --------- |
| 04.05.99 | Dina Mosca | -    | Prometan Orkan | 6 - 2     |
| 05.05.99 | Lazio      | -    | Prometan Orkan | 5 - 2     |
| 06.05.99 | Dina Mosca | -    | Lazio          | 4 - 0     |

### Semifinali
| Data     |               | Gara |                 | Risultato |
| -------- | ------------- | ---- | --------------- | --------- |
| 08.05.99 | Dina Mosca    | -    | Mikeska Ostrava | 8 - 0     |
| 08.05.99 | ElPozo Murcia | -    | Lazio           | 2 - 3     |

### Finale 3º-4º posto
| Data     |               | Gara |                 | Risultato |
| -------- | ------------- | ---- | --------------- | --------- |
| 09.05.99 | ElPozo Murcia | -    | Mikeska Ostrava | 8 - 4     |

### Finale
| Data     |            | Gara |       | Risultato |
| -------- | ---------- | ---- | ----- | --------- |
| 09.05.99 | Dina Mosca | -    | Lazio | 2 - 1     |